# Efraim Benmelech
Efraim (Effi) Benmelech (hebräisch אפרים בן מלך * 1971) ist ein israelischer Offizier und Ökonom. Seit 2014 ist er Harold L. Stuart Professor of Finance und Direktor des Guthrie Center for Real Estate Research an der Kellogg School of Management der Northwestern University in Evanston, Illinois.

## Leben

### Militär- und Staatsdienst in Israel
Benmelech war von 1990 bis 1996 Infanterieoffizier der Israelischen Verteidigungsstreitkräfte. Im Dienstgrad eines Majors wurde er als Kompaniechef und Chief Operating Officer bei der elitären 35. Fallschirmjäger-Brigade verwendet. Von 1998 bis 2001 war er stellvertretender Direktor einer Abteilung des israelischen Ministeriums für Finanzen. 2000/01 war er Mitglied des Board of Directors der staatseigenen Israel National Coal Supplies Company.
Er ist verheiratet und Vater von vier Kindern.

### Wirtschaftswissenschaftlicher Werdegang
Benmelech studierte von 1996 bis 1999 Volks- und Betriebswirtschaftslehre am Department of Economics und an der School of Business Administration der Hebräischen Universität von Jerusalem (B.A. in Economics). 2001 erwarb er einen M.B.A. Von 2001 bis 2005 absolvierte er ein Ph.D.-Programm in Finance an der Graduate School of Business der University of Chicago in Illinois. Das Thema seiner Dissertation war „Essays on Debt Maturity“. Die Arbeit wurde betreut durch Douglas W. Diamond.
2004/05 war er Post-Doc in Organisationsökonomik an der Harvard Business School der Harvard University in Cambridge, Massachusetts. Von 2005 bis 2009 war er Assistant Professor und 2009/10 Associate Professor am dortigen Department of Economics. 2011/12 wurde er die Frederick S. Danziger Associate Professor of Economics. 2012 wechselte er als Associate Professor für Finance an die Kellogg School of Management der Northwestern University in Evanston, Illinois.
Benmelech ist seit 2014 Harold L. Stuart Professor of Finance am Finance Department. An der Kellogg School of Management ist er zudem Leiter des „Real Estate“-Programms und Direktor des Guthrie Center for Real Estate Research. Er ist spezialisiert auf Corporate Finance und Unternehmensinsolvenzen. Zu seinen Forschungsschwerpunkten gehören insbesondere Angewandte Unternehmensfinanzierung, Finanzierungsverträge, Wirtschaftsgeschichte und die Ökonomie des Terrorismus.

### Weitere wissenschaftliche Tätigkeiten
Von 2006 bis 2012 war er Faculty Research Fellow am National Bureau of Economic Research (NBER) in Cambridge, Massachusetts; seitdem ist er wissenschaftlicher Mitarbeiter. Dort ist er eingebunden in NBER’s Program on Corporate Finance und das The Development of the American Economy Program. Seit 2011 fungiert er als Herausgeber der wissenschaftlichen Fachzeitschrift Review of Corporate Finance Studies. Zudem ist er seit 2013 Mitherausgeber des Journal of Finance.
Er veröffentlichte begutachtete Artikel in wirtschafts- und politikwissenschaftlichen Journals u. a. Quarterly Journal of Economics, Journal of Economic Perspectives, Review of Financial Studies, Journal of Financial Economics, Journal of Monetary Economics, Journal of Finance, NBER Macroeconomics Annual, Journal of Conflict Resolution, Journal of Politics, Review of Corporate Finance Studies, American Economic Review, CATO Papers on Public Policy und Journal of International Economics. Außerdem ist er Autor von Diskussionspapieren und als Reviewer für wissenschaftliche Zeitschriften tätig.
Seit 2002 wird er weltweit zu Vorträgen und Diskussionen – bei Konferenzen, Organisationen und Universitäten – eingeladen u. a. in die USA, nach Chile, Hongkong und Australien, in das Vereinigte Königreich, in die Niederlande, nach Frankreich, Schweden, Österreich, Italien und Israel. Wissenschaftliche Kurzzeitaufenthalte führten ihn ferner an die Booth School of Business in Chicago, die Handelshochschule Stockholm, die Stiftung Ente Luigi Einaudi der Banca d’Italia in Rom, die Federal Reserve Bank of Minneapolis in Minnesota, die Chinesische Universität Hongkong, die Hebräische Universität Jerusalem und das Becker Friedman Institute for Research in Economics in Chicago. Er wirkte auch in Programmkomitees für internationale Tagungen wissenschaftlicher Gesellschaften.

## Auszeichnungen
Benmelech erhielt mehrere Förderungen von verschiedenen Organisationen u. a. der American Finance Association, der National Science Foundation (für „Empirical Analysis of the Causes and Consequences of Financial Distress“), der  Global Association of Risk Professionals (für „Does Short-Term Debt Cause Financial Distress and Crises?“), der Federal Deposit Insurance Corporation/Center for Financial Research („Asset Salability and Debt Maturity: Evidence from 19th Century American Railroads“) und der Investmentbank Lehman Brothers. Ferner wurde er für seine militärischen und akademischen Leistungen mit folgenden Preisen geehrt:
- 1994: Chief of General Staff Award for Outstanding Officers (durch den israelischen Ministerpräsidenten Ehud Barak)
- 1999: Award for Outstanding Student Paper in Economics, Maurice Falk Institute for Economic Research
- 2009: AER Excellence in Refereeing Award
- 2011: QJE Excellence in Refereeing Award[19]
- 2011: Brattle Group Prize in Corporate Finance, Journal of Finance (gemeinsam mit Nittai K. Bergman für „Bankruptcy and Collateral Channel“)[20]
- 2013: Best Paper Award, Review of Corporate Finance Studies (gemeinsam mit Nittai K. Bergman und Ricardo J. Enriquez für „Negotiating with Labor under Financial Distress“)[21]
- 2014: Faculty Impact Award for MBA Teaching, Kellogg School of Management

## Wirtschaftswissenschaftliches Werk
Benmelech hat im Web of Science, welches sechzehn Artikel listet, einen h-Index von 9 (Stand: 1. Januar 2015). Sein „SSRN Author Rank“ (nach Downloads) beträgt 5276 (Stand: 1. Januar 2015). In der Datenbank Research Papers in Economics von IDEAS erreicht er einen „Average Rank Score“ von 1727.68 und ist somit unter den Top 5 % vertreten (Stand: November 2014).
Insbesondere seine Forschungsergebnisse zu den Kosten finanzieller Anspannung, der Finanzkrise und dem Terrorismus wurden wiederholt über die Wissenschaft hinaus in führenden angloamerikanischen Medien aufgegriffen u. a. Bloomberg, The Boston Globe, The Economist, Financial Times, Fortune, The New York Times, The Wall Street Journal und USA Today, aber auch in der deutschsprachigen Tages- und Wirtschaftspresse rezipiert, z. B. Börsen-Zeitung, Die Presse, Die Zeit, Handelsblatt und Handelszeitung.

## Publikationen
Nachfolgend sind die vier meistzitierten Artikel aufgeführt (absteigend):
- mit Mark J. Garmaise, Tobias J. Moskowitz: Do Liquidation Values Affect Financial Contracts? Evidence from Commercial Loan Contracts and Zoning Regulation. In: Quarterly Journal of Economics,  2005, Vol. 120, Nr. 3, S. 1121–1154. doi:10.1093/qje/120.3.1121
- mit Jennifer Dlugosz: The Alchemy of CDO Credit Ratings. In: Journal of Monetary Economics, 2009, Vol. 56, Nr. 5, S. 617–634. doi:10.1016/j.jmoneco.2009.04.007
- mit Claude Berrebi: Human Capital and the Productivity of Suicide Bombers. In: Journal of Economic Perspectives, 2007, Vol. 21, Nr. 3, S. 223–238. doi:10.1257/jep.21.3.223
- mit Nittai K. Bergman: Collateral Pricing. In: Journal of Financial Economics, 2009, Vol. 91, Nr. 3, S. 339–360. doi:10.1016/j.jfineco.2008.03.003

Folgende Artikel wurden mit einem „Best Paper Award“ o. ä. ausgezeichnet:
- mit: Nittai K. Bergman: Bankruptcy and Collateral Channel. In: Journal of Finance, 2011, Vol. 66, Nr. 2, S. 337–378. doi:10.1111/j.1540-6261.2010.01636.x
- mit Nittai K. Bergman, Ricardo J. Enriquez: Negotiating with Labor under Financial Distress. In: Review of Corporate Finance Studies, 2012, Vol. 1, Nr. 1, S. 28–67. doi:10.1093/rcfs/cfr001